# Oja (rivière)
Pour les articles homonymes, voir Oja.
La rivière Oja (aussi nommée La Hilera ou Illera et Glera) est un cours d'eau d'environ 65 km, qui traverse le nord de l’Espagne, dans la province de La Rioja.
Cette rivière prend sa source dans le massif de la Demanda dans les monts Ibériques. Elle traverse la vallée de l'Oja et passe par les villes d'Ezcaray et de Santo Domingo de la Calzada, située sur le Camino francés, la partie espagnole du chemin de Saint-Jacques-de-Compostelle. 
Parmi les théories concernant l'étymologie de la province de La Rioja, ainsi que celle du vin renommé de la Rioja, figure l'hypothèse que le rio Oja leur aurait donné son nom ; toutefois cette thèse présente une certaine faiblesse, puisque ce cours d'eau a d'autres noms encore utilisés.
L'Oja se jette dans la rivière Tirón à l'est de Cihuri, et la Tirón se jette dans l'Èbre immédiatement au nord de Haro.